# Fredrikssonita
La fredrikssonita és un mineral de la classe dels borats, que pertany al grup de la ludwigita. Rep el seu nom en honor de Kurt A. Fredriksson (1926, 2001), geoquímic suec-americà del Smithsonian Institution de Washington DC, Estats Units, pioner en l'ús de la microsonda d'electrons en els minerals extraterrestres.

## Característiques
La fredrikssonita és un borat de fórmula química Mg₂Mn3+O₂(BO₃). Va ser aprovada com a espècie vàlida per l'Associació Mineralògica Internacional l'any 1983. Cristal·litza en el sistema ortoròmbic. La seva duresa a l'escala de Mohs és 6. Els exemplars que van servir per a determinar l'espècie, el que es coneix com a material tipus, es troben conservats al Smithsonian Institution, als Estats Units, amb els números de catàleg 149811 i 150341.
Segons la classificació de Nickel-Strunz, la fredrikssonita pertany a «06.AB: borats amb anions addicionals; 1(D) + OH, etc.» juntament amb els següents minerals: hambergita, berborita, jeremejevita, warwickita, yuanfuliïta, karlita, azoproïta, bonaccordita, ludwigita, vonsenita, pinakiolita, blatterita, chestermanita, ortopinakiolita, takeuchiïta, hulsita, magnesiohulsita, aluminomagnesiohulsita, fluoborita, hidroxilborita, shabynita, wightmanita, gaudefroyita, sakhaïta, harkerita, pertsevita-(F), pertsevita-(OH), jacquesdietrichita i painita.

## Formació i jaciments
Va ser descoberta a Långban, al municipi de Filipstad, Värmland (Suècia), on sol trobar-se associada a altres minerals com: jacobsita, hausmannita, clinohumita, calcita, brucita i adelita. És l'únic indret on ha estat trobada aquesta espècie mineral.